# Ipeľské Predmostie
Ipeľské Predmostie este o comună slovacă, aflată în districtul Veľký Krtíš din regiunea Banská Bystrica. Localitatea se află la altitudinea de 133 m deasupra n.m., se întinde pe o suprafață de 13,83 km2 și în 2017 număra 629 de locuitori.

## Istoric
Localitatea Ipeľské Predmostie este atestată documentar din 1252.

## Demografie
| An:                | 1994 | 2004   | 2014   | 2024    |
| ------------------ | ---- | ------ | ------ | ------- |
| Număr de persoane: | 689  | 635    | 633    | 547     |
| Diferență:         |      | −7,83% | −0,31% | −13,58% |

| An:                | 2023 | 2024   |
| ------------------ | ---- | ------ |
| Număr de persoane: | 553  | 547    |
| Diferență:         |      | −1,08% |